# Sophronica bowringi
Sophronica bowringi là một loài bọ cánh cứng trong họ Cerambycidae.